# Grand Prix Monako 1994

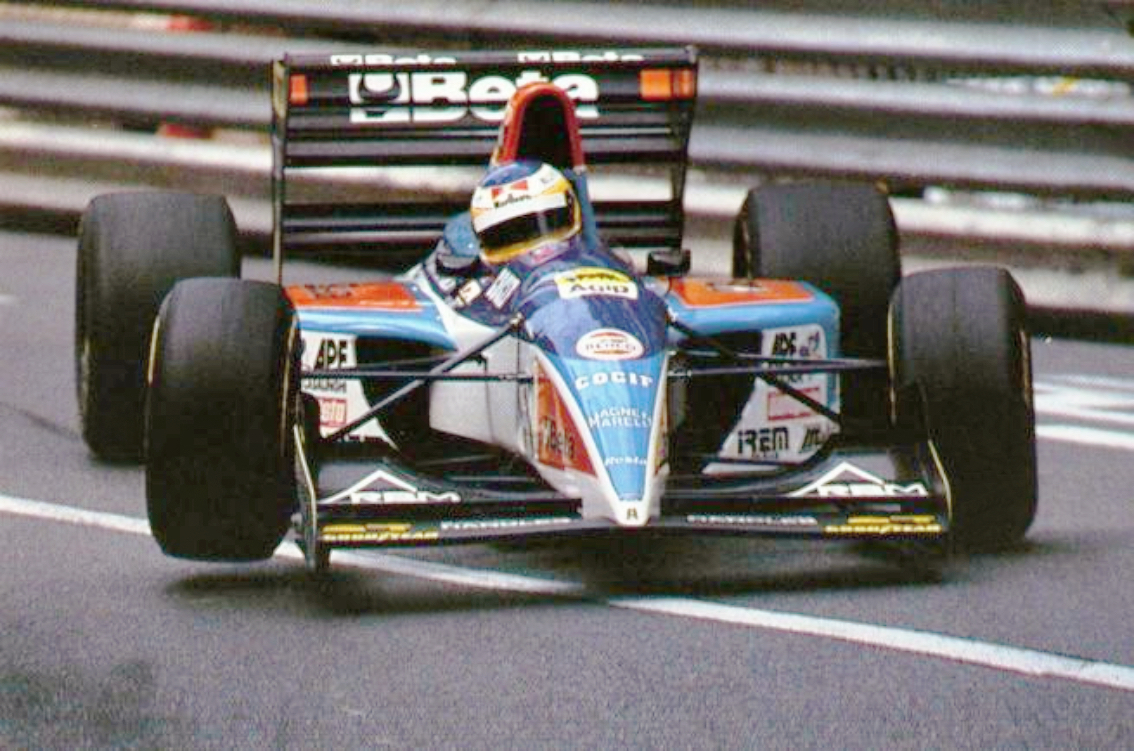
Michele Alboreto podczas Grand Prix Monako 1994

Grand Prix Monako 1994 (oryg. Grand Prix Automobile de Monaco) – czwarta runda Mistrzostw Świata Formuły 1 w sezonie 1994, która odbyła się 15 maja 1994, po raz 52. na torze Circuit de Monaco.
52. Grand Prix Monako, 41. zaliczane do Mistrzostw Świata Formuły 1.

## Wyniki

### Kwalifikacje
| P  | Nr | Kierowca             | Konstruktor(-silnik) | Opony | Czas     | Odstęp   | Strata   |
| -- | -- | -------------------- | -------------------- | ----- | -------- | -------- | -------- |
| 1  | 5  | Michael Schumacher   | Benetton-Ford        | G     | 1:18.560 | -        | -        |
| 2  | 7  | Mika Häkkinen        | McLaren-Peugeot      | G     | 1:19.488 | 0:00.928 | 0:00.928 |
| 3  | 28 | Gerhard Berger       | Ferrari              | G     | 1:19.958 | 0:00.470 | 0:01.398 |
| 4  | 0  | Damon Hill           | Williams-Renault     | G     | 1:20.079 | 0:00.121 | 0:01.519 |
| 5  | 27 | Jean Alesi           | Ferrari              | G     | 1:20.452 | 0:00.373 | 0:01.892 |
| 6  | 9  | Christian Fittipaldi | Footwork-Ford        | G     | 1:21.053 | 0:00.601 | 0:02.493 |
| 7  | 10 | Gianni Morbidelli    | Footwork-Ford        | G     | 1:21.189 | 0:00.136 | 0:02.629 |
| 8  | 8  | Martin Brundle       | McLaren-Peugeot      | G     | 1:21.222 | 0:00.033 | 0:02.662 |
| 9  | 23 | Pierluigi Martini    | Minardi-Ford         | G     | 1:21.288 | 0:00.066 | 0:02.728 |
| 10 | 4  | Mark Blundell        | Tyrrell-Yamaha       | G     | 1:21.614 | 0:00.326 | 0:03.054 |
| 11 | 3  | Ukyō Katayama        | Tyrrell-Yamaha       | G     | 1:21.731 | 0:00.117 | 0:03.171 |
| 12 | 24 | Michele Alboreto     | Minardi-Ford         | G     | 1:21.793 | 0:00.062 | 0:03.233 |
| 13 | 20 | Érik Comas           | Larrousse-Ford       | G     | 1:22.211 | 0:00.418 | 0:03.651 |
| 14 | 15 | Andrea de Cesaris    | Jordan-Hart          | G     | 1:22.265 | 0:00.054 | 0:03.705 |
| 15 | 14 | Rubens Barrichello   | Jordan-Hart          | G     | 1:22.359 | 0:00.094 | 0:03.799 |
| 16 | 12 | Johnny Herbert       | Lotus-Mugen-Honda    | G     | 1:22.375 | 0:00.016 | 0:03.815 |
| 17 | 6  | JJ Lehto             | Benetton-Ford        | G     | 1:22.679 | 0:00.304 | 0:04.119 |
| 18 | 19 | Olivier Beretta      | Larrousse-Ford       | G     | 1:23.025 | 0:00.346 | 0:04.465 |
| 19 | 11 | Pedro Lamy           | Lotus-Mugen-Honda    | G     | 1:23.858 | 0:00.833 | 0:05.298 |
| 20 | 26 | Olivier Panis        | Ligier-Renault       | G     | 1:24.131 | 0:00.273 | 0:05.571 |
| 21 | 25 | Éric Bernard         | Ligier-Renault       | G     | 1:24.377 | 0:00.246 | 0:05.817 |
| 22 | 31 | David Brabham        | Simtek-Ford          | G     | 1:24.656 | 0:00.279 | 0:06.096 |
| 23 | 34 | Bertrand Gachot      | Pacific-Ilmor        | G     | 1:26.082 | 0:01.426 | 0:07.522 |
| 24 | 33 | Paul Belmondo        | Pacific-Ilmor        | G     | 1:29.984 | 0:03.902 | 0:11.424 |
| P  | Nr | Kierowca             | Konstruktor(-silnik) | Opony | Czas     | Odstęp   | Strata   |

### Wyścig
| P                 | + / –     | Nr | Kierowca              | Konstruktor       | Opony | Okr. | Czas / Strata | Komentarz             |
| ----------------- | --------- | -- | --------------------- | ----------------- | ----- | ---- | ------------- | --------------------- |
| 1                 | Bez zmian | 5  | Michael Schumacher    | Benetton-Ford     | G     | 78   | 1h49:55.372   |                       |
| 2                 | 6         | 8  | Martin Brundle        | McLaren-Peugeot   | G     | 78   | +0:37.278     |                       |
| 3                 | Bez zmian | 28 | Gerhard Berger        | Ferrari           | G     | 78   | +1:16.824     |                       |
| 4                 | 10        | 15 | Andrea de Cesaris     | Jordan-Hart       | G     | 77   | +1 okr.       |                       |
| 5                 | Bez zmian | 27 | Jean Alesi            | Ferrari           | G     | 77   | +1 okr.       |                       |
| 6                 | 6         | 24 | Michele Alboreto      | Minardi-Ford      | G     | 77   | +1 okr.       |                       |
| 7                 | 10        | 6  | JJ Lehto              | Benetton-Ford     | G     | 77   | +1 okr.       |                       |
| 8                 | 10        | 19 | Olivier Beretta       | Larrousse-Ford    | G     | 76   | +2 okr.       |                       |
| 9                 | 11        | 26 | Olivier Panis         | Ligier-Renault    | G     | 76   | +2 okr.       |                       |
| 10                | 3         | 20 | Érik Comas            | Larrousse-Ford    | G     | 75   | +3 okr.       |                       |
| 11                | 8         | 11 | Pedro Lamy            | Lotus-Mugen-Honda | G     | 73   | +5 okr.       |                       |
| Niesklasyfikowani |           |    |                       |                   |       |      |               |                       |
|                   |           | 12 | Johnny Herbert        | Lotus-Mugen-Honda | G     | 68   |               | skrzynia biegów       |
|                   |           | 33 | Paul Belmondo         | Pacific-Ilmor     | G     | 53   |               | kondycja fizyczna     |
|                   |           | 34 | Bertrand Gachot       | Pacific-Ilmor     | G     | 49   |               | skrzynia biegów       |
|                   |           | 9  | Christian Fittipaldi  | Footwork-Ford     | G     | 47   |               | skrzynia biegów       |
|                   |           | 31 | David Brabham         | Simtek-Ford       | G     | 45   |               | wypadek               |
|                   |           | 4  | Mark Blundell         | Tyrrell-Yamaha    | G     | 40   |               | silnik                |
|                   |           | 3  | Ukyō Katayama         | Tyrrell-Yamaha    | G     | 38   |               | skrzynia biegów       |
|                   |           | 25 | Éric Bernard          | Ligier-Renault    | G     | 34   |               | poślizg               |
|                   |           | 14 | Rubens Barrichello    | Jordan-Hart       | G     | 27   |               | elektryka             |
|                   |           | 7  | Mika Häkkinen         | McLaren-Peugeot   | G     | 0    |               | kolizja z Hillem      |
|                   |           | 0  | Damon Hill            | Williams-Renault  | G     | 0    |               | kolizja z Häkkinenem  |
|                   |           | 23 | Pierluigi Martini     | Minardi-Ford      | G     | 0    |               | kolizja z Morbidellim |
|                   |           | 10 | Gianni Morbidelli     | Footwork-Ford     | G     | 0    |               | kolizja z Martinim    |
|                   |           | 30 | Heinz-Harald Frentzen | Sauber-Mercedes   | G     | 0    |               | nie wystartował       |
|                   |           | 29 | Karl Wendlinger       | Sauber-Mercedes   | G     | 0    |               | nie wystartował       |
| P                 | + / –     | Nr | Kierowca              | Konstruktor       | Opony | Okr. | Czas / Strata | Komentarz             |

### Najszybsze okrążenie
| Nr | Kierowca           | Konstruktor   | Opony | Czas     | Okr. |
| -- | ------------------ | ------------- | ----- | -------- | ---- |
| 5  | Michael Schumacher | Benetton-Ford | G     | 1:21.076 | 35   |